# Chronologie de la Tchéquie
Cette chronologie de l'Histoire de la Tchéquie nous donne les clés pour mieux comprendre l'histoire de la Tchéquie, l'histoire des peuples qui ont vécu ou vivent dans l'actuelle Tchéquie.

## XXesiècle
- 27 octobre 1968 : la République socialiste tchécoslovaque devient un État fédéral composé de la République socialiste tchèque et de la République socialiste slovaque.
- 1er janvier 1993 : La République tchèque proclame son indépendance en se séparant de la Slovaquie.
- 1er mai 2004 : la République tchèque devient membre de l'Union européenne.